# Platysphinx stigmatica
Espèce
Synonymes
- Basiana conspersa Dewitz, 1879
- Platysphinx conspersa (Dewitz, 1879)

Platysphinx stigmatica est une espèce de lépidoptères de la famille des Sphingidae.